# Пароход, плывущий по течению
«Пароход, плывущий по течению» (англ. Steamboat Round the Bend) — кинофильм режиссёра Джона Форда, вышедший на экраны в 1935 году. Лента основана на одноимённом романе Бена Люсьена Бурмана.

## Сюжет
Действие происходит в конце XIX века. Доктор Джон Пирли путешествует по реке, торгуя «настойкой от всех болезней», состоящей преимущественно из алкоголя. Он приобретает старый пароход и бросает вызов кичливому капитану Илаю, что победит того в речной гонке. Его основная надежда — племянник Дьюк, опытный мореход, который должен вскоре к нему присоединиться и помочь отремонтировать корабль. Однако Дьюка арестовывают за убийство, которое тот совершил, защищая свою возлюбленную Флити. Чтобы добиться его освобождения, доктор и Флити должны найти на реке единственного свидетеля, который подтвердит, что это была самооборона...

## В ролях
- Уилл Роджерс — доктор Джон Пирли
- Энн Ширли — Флити Белль
- Ирвин Ш. Кобб — капитан Илай
- Юджин Паллетт — шериф Руф Джефферс
- Джон Макгуайр — Дьюк
- Бертон Черчилль — Новый Моисей
- Фрэнсис Форд — Ифи
- Степин Фетчит — Джона
- Реймонд Хэттон — Мэтт Эбел
- Хейни Конклин — уголовник (в титрах не указан)